# Unforgiven
Unforgiven (tạm dịch: Không dung thứ) là một bộ phim Viễn Tây xét lại năm 1992 của Mỹ, do Clint Eastwood đạo diễn kiêm sản xuất và David Peoples viết kịch bản. Tác phẩm theo chân William Munny, một kẻ giết người sống ngoài vòng pháp luật già nua quyết định thực hiện thêm một phi vụ nữa sau khi gác súng nghỉ hưu. Phim có sự tham gia của Eastwood trong vai chính, bên cạnh các diễn viên Gene Hackman, Morgan Freeman và Richard Harris. Eastwood nói rằng đây sẽ là tác phẩm cao bồi cuối cùng của ông, do lo rằng các bộ phim tiếp theo sẽ lặp lại những tình tiết từ các tác phẩm của chính mình và những người khác.
Unforgiven đã giành được bốn giải Oscar, gồm Phim hay nhất và Đạo diễn xuất sắc nhất cho Clint Eastwood, Nam diễn viên phụ xuất sắc nhất cho Gene Hackman, và Dựng phim xuất sắc nhất cho Joel Cox. Trong khi đó, Eastwood nhận được đề cử ở hạng mục Nam diễn viên chính xuất sắc nhất cho diễn xuất của mình, nhưng đã để thua Al Pacino trong Scent of a Woman. Ngoài ra, đây cũng là tác phẩm đề tài Viễn Tây thứ ba giành giải Oscar cho Phim hay nhất, sau Cimarron (1931) và Khiêu vũ với bầy sói (1990).
Eastwood đã dành tặng Unforgiven cho các đạo diễn và cố vấn đã qua đời Sergio Leone và Don Siegel. Năm 2004, Unforgiven được được lưu trữ vào Viện lưu trữ phim quốc gia vì được coi là "có ý nghĩa về mặt văn hóa, lịch sử hoặc thẩm mỹ".

## Nội dung
Vào năm 1881 tại Big Whisky, Wyoming, hai tay cao bồi — Quick Mike cùng "Davey-Boy" Bunting — tấn công và làm biến dạng khuôn mặt của cô gái điếm Delilah Fitzgerald bằng một con dao, sau khi cô ta cười nhạo dương vật bé của Quick Mike. Để trừng phạt họ, cảnh sát trưởng địa phương "Little Bill" Daggett ra lệnh cho cả hai phải mang theo vài con ngựa để đền bù cho chủ nhà thổ, Skinny Dubois. Những cô gái mại dâm còn lại tỏ ra phẫn nộ trước quyết định của cảnh sát trưởng, rồi sau đó đưa ra phần thưởng 1.000 đô la cho bất kỳ ai giết được hai gã cao bồi.
Tại Quận Hodgeman, Kansas, một thanh niên khoe khoang tự xưng là "Nhóc Schofield" đến thăm trang trại lợn của William Munny, rồi tìm cách tuyển mộ ông nhằm giúp cậu giết những tay cao bồi để lấy phần thưởng. Trước đây, Munny là một kẻ giết người máu lạnh khét tiếng, nhưng giờ đây ông đã trở thành người góa vợ, hối hận về những việc làm của mình và đang nuôi dạy hai đứa con. Sau khi từ chối, Munny nhận ra rằng việc nuôi lợn của mình đang trên đà thất bại và sẽ ảnh hưởng đến tương lai của các con mình, vì vậy ông đã cân nhắc lại lời đề nghị của Nhóc. Munny chiêu mộ cộng sự cũ của mình, Ned Logan, rồi họ đuổi kịp Nhóc Schofield.
Trở lại Wyoming, tay súng người Anh "English Bob", một người quen cũ và là đối thủ của Little Bill, cũng đang tìm kiếm phần thưởng. Ông đến Big Whiskey cùng với nhà viết tiểu sử W. W. Beauchamp, người ngây thơ tin những câu chuyện phóng đại của Bob về những chiến công của ông ta. Để thi hành đạo luật cấm mang súng vào thị trấn, Little Bill cùng cộng sự của ông tước vũ khí của Bob rồi sau đó đánh đập Bob một cách tàn nhẫn, với hy vọng sẽ ngăn cản những sát thủ săn tiền thưởng khác. Bill tống Bob ra khỏi thị trấn vào sáng hôm sau, nhưng Beauchamp quyết định ở lại để viết về Bill, do ông đã đập tan nhiều suy nghĩ lãng mạn của Beauchamp về thế giới miền tây hoang dã. Little Bill giải thích với Beauchamp rằng điều tốt nhất của một tay súng là phải tỏ ra bình tĩnh trước nguy hiểm, hơn là có bàn tay nhanh nhẹn.
Munny, Logan và Nhóc đến thị trấn trong một trận mưa bão, rồi bước vào quán rượu. Trong lúc Logan cùng Kid đang nói chuyện và làm tình với gái mại dâm trên lầu, thì Munny ngồi một mình ở tầng dưới và run lên do sốt. Sau đó, Little Bill cùng các cấp phó của y bước vào để tìm ba người. Không nhận ra danh tính của Munny, nên Bill đánh ông và đuổi ông ra khỏi quán rượu vì mang theo một khẩu súng lục. Logan và Nhóc trốn thoát bằng một cửa sổ phía sau, rồi cả ba tập hợp lại tại một nhà kho bên ngoài thị trấn, nơi họ chăm sóc cho Munny khỏe mạnh trở lại.
Vài ngày sau, bộ ba phục kích và giết Bunting trước sự chứng kiến của bạn bè hắn. Trước đó, Logan đã bắn trúng ngựa của Bunting, rồi khi nhắm lại mục tiêu, ông trở nên mất tinh thần khi cố gắng kết liễu hắn ta và quyết định quay trở về nhà. Về phần Munny, ông cảm thấy họ cần phải hoàn thành công việc. Munny và Nhóc sau đó đi về phía trang trại của những tay cao bồi, nơi Nhóc Schofield phục kích và giết Quick Mike. Sau khi hai người trốn thoát, Nhóc quẫn trí thú nhận rằng cậu chưa bao giờ giết ai trước đây và quyết định bỏ nghề. Khi một cô gái đến để đưa tiền thưởng cho hai người, thì họ biết rằng Logan đã bị Bill bắt và tra tấn đến chết. Nhóc đưa cho Will khẩu súng lục ổ quay của mình và quay trở lại Kansas cùng với phần thưởng; trong khi đó, Munny quay trở lại Big Whiskey để trả thù cho Logan.
Đêm đó, Munny đến thị trấn và nhìn thấy thi thể của Logan bị bêu ngoài quán rượu, trong chiếc quan tài không nắp dựng đứng, cùng một tấm bảng cảnh báo rằng đây là những gì sẽ xảy ra với những tên sát thủ ở thị trấn Big Whiskey. Bên trong quán rượu, Little Bill đã tập hợp một nhóm người để truy tìm Munny và Nhóc. Munny bước vào cùng với khẩu súng săn hai nòng và kết liễu Dubois, rồi đe dọa Bill. Little Bill nói với những người trong quán bar rằng hãy giết Munny sau khi tay sát thủ già bắn phát thứ hai, đồng thời cũng là phát cuối cùng của khẩu súng. Munny bóp cò nhưng lại bắn hụt, tạo điều kiện cho bọn tay sai rút súng ra và nã đạn vào ông (nhưng do hoảng loạn nên chúng không bắn trúng Munny viên nào). Ngay lập tức, Munny rút khẩu súng lục của mình ra và bình tĩnh giết chết một vài tên, trước khi ra lệnh cho những người ngoài cuộc rời khỏi quán rượu. Trong lúc hấp hối, Bill hẹn gặp Munny dưới địa ngục, trước khi Munny bắn chết y. Sau đó Munny rời Big Whiskey, đồng thời không quên cảnh báo người dân thị trấn rằng ông sẽ quay trở lại nếu Logan không được chôn cất tử tế, hoặc nếu bất kỳ cô gái điếm nào bị hại.
Trong phần kết, một dòng chữ chạy cho biết Munny và các con của ông đã rời khỏi trang trại lợn và họ được cho là đã chuyển đến San Francisco, làm ăn phát đạt nhờ kinh doanh hàng khô.

## Diễn viên
- Clint Eastwood vai William "Will" Munny
- Gene Hackman vai "Little" Bill Daggett
- Morgan Freeman vai Ned Logan
- Richard Harris vai English Bob
- Jaimz Woolvett vai Nhóc Schofield
- Saul Rubinek vai W. W. Beauchamp
- Frances Fisher vai Strawberry Alice
- Anna Thomson vai Delilah Fitzgerald
- David Mucci vai Quick Mike
- Rob Campbell vai Davey Bunting
- Anthony James vai Skinny Dubois
- Tara Dawn Frederick vai Little Sue
- Beverley Elliott vai Silky
- Liisa Repo-Martell vai Faith
- Josie Smith vai Crow Creek Kate
- Shane Meier vai William Munny Jr.
- Ron White vai Clyde Ledbetter
- Jeremy Ratchford vai Phó cảnh sát Andy Russell
- John Pyper-Ferguson vai Charley Hecker
- Jefferson Mappin vai Fatty Rossiter
- Frank C. Turner vai Fuzzy
- Lochlyn Munro vai Texas Slim
- Philip Hayes vai Lippy MacGregor

## Sản xuất
Kịch bản phim được chắp bút bởi David Webb Peoples, người từng biên kịch cho bộ phim được đề cử giải Oscar The Day After Trinity cũng như đồng sáng tác Blade Runner với Hampton Fancher. Ý tưởng cho bộ phim đã có từ năm 1976, khi tác phẩm được phát triển dưới những tựa đề The Cut-Whore Killings và The William Munny Killings. Theo hồi ức của Eastwood, vị đạo diễn đã nhận được kịch bản vào "đầu những năm 80", mặc dù ông không thực hiện nó ngay lập tức, vì theo ông, "tôi nghĩ mình cần làm một số việc khác trước". Được biết, Clint Eastwood tạm hoãn dự án này vì cảm thấy rằng mình vẫn chưa đủ già để đóng phim.
Phần lớn các phân cảnh của bộ phim được quay ở Alberta vào tháng 8 năm 1991 bởi đạo diễn hình ảnh Jack Green. Quá trình ghi hình diễn ra từ ngày 26 tháng 8 đến ngày 12 tháng 11 năm 1991. Nhà thiết kế sản xuất Henry Bumstead, người từng làm việc với Eastwood trong High Plains Drifter, đã được thuê để tạo ra "một cái nhìn khô khan, tàn tạ" của thế giới miền Tây hoang dã.

## Đón nhận

### Phòng vé
Phim ra mắt với vị trí quán quân trong tuần đầu công chiếu. Con số 15.018.007 USD (trung bình 7.252 USD từ 2.071 rạp) vào dịp cuối tuần là doanh thu mở màn lớn nhất từng có đối với một bộ phim của Eastwood tại thời điểm đó. Trong 3 tuần, phim là tác phẩm ăn khách số 1 ở Bắc Mỹ. Trong tuần thứ 35 (2–4 tháng 4 năm 1993), nhờ chiến thắng tại giải Oscar, bộ phim tiếp tục lọt vào Top 10, xếp ở vị trí thứ 8 với tổng doanh thu 2,538,358 USD (trung bình 2,969 USD từ 855 rạp), tăng 197% so với cuối tuần trước khi phim thu về 855.188 USD (trung bình 1.767 USD từ 484 rạp). Unforgiven ngưng phát hành vào ngày 15 tháng 7 năm 1993, sau gần một năm ra rạp (343 ngày/49 tuần), thu về 101.157.447 USD ở Bắc Mỹ và 58.000.000 trên thị trường quốc tế, với tổng doanh thu trên toàn thế giới là 159.157.447 USD.

### Đánh giá chuyên môn
Unforgiven nhận được sự tán dương nhiệt liệt từ giới chuyên môn lẫn khán giả. Trang tổng hợp phê bình Rotten Tomatoes cho tác phẩm lượng đồng thuận 96% dựa trên 104 bài phê bình, với điểm trung bình là 8,82/10. Các phê bình gia đồng thuận rằng, "Với tư cách vừa là đạo diễn vừa là ngôi sao, Clint Eastwood đã phá vỡ lớp vỏ mà Hollywood phủ lên các bộ phim Viễn Tây trong hàng chục năm trời, đồng thời nổi lên với một loạt tuyên bố hùng hồn nhưng gay gắt về bản chất của sự bạo lực." Trên Metacritic, phim nhận được số điểm 85/100 dựa trên 33 bài đánh giá, cho thấy "những đánh giá thuận lợi".
Jack Methews của Los Angeles Times đã mô tả Unforgiven là "Bộ phim Viễn Tây cổ điển hay nhất từng được phát hành, kể từ The Searchers năm 1956 của John Ford." Richard Corliss trên tờ Time đã viết rằng tác phẩm là "sự suy ngẫm của Eastwood về tuổi tác, danh tiếng, lòng dũng cảm, chủ nghĩa anh hùng — tất cả những gánh nặng mà ông đã chấp nhận gánh vác trong nhiều thập kỷ." Gene Siskel và Roger Ebert đã chỉ trích tác phẩm, mặc dù Ebert đã cho một đánh giá tích cực, vì quá dài và có quá nhiều nhân vật thừa (chẳng hạn như Harris' English Bob, người xuất hiện trong phim nhưng không gặp gỡ nhân vật chính). Bất chấp những lời chỉ trích ban đầu, Ebert cuối cùng đã đưa bộ phim vào danh sách "Những bộ phim vĩ đại" của mình.
Unforgiven vinh dự nằm trong danh sách "mười bộ phim điện ảnh hay nhất năm" của 76 phê bình gia, theo một cuộc thăm dò của 106 nhà đánh giá phim hàng đầu quốc gia.

### Thành tựu
| Giải thưởng       | Hạng mục                                 | Đề cử cho                                              | Kết quả   |
| ----------------- | ---------------------------------------- | ------------------------------------------------------ | --------- |
| Giải Oscar        | Phim hay nhất                            | Clint Eastwood                                         | Đoạt giải |
| Giải Oscar        | Đạo diễn xuất sắc nhất                   | Clint Eastwood                                         | Đoạt giải |
| Giải Oscar        | Nam diễn viên chính xuất sắc nhất        | Clint Eastwood                                         | Đề cử     |
| Giải Oscar        | Nam diễn viên phụ xuất sắc nhất          | Gene Hackman                                           | Đoạt giải |
| Giải Oscar        | Kịch bản gốc hay nhất                    | David Webb Peoples                                     | Đề cử     |
| Giải Oscar        | Hòa âm hay nhất                          | Les Fresholtz, Vern Poore, Dick Alexander và Rob Young | Đề cử     |
| Giải Oscar        | Thiết kế sản xuất xuất sắc nhất          | Henry Bumstead và Janice Blackie-Goodine               | Đề cử     |
| Giải Oscar        | Quay phim xuất sắc nhất                  | Jack N. Green                                          | Đề cử     |
| Giải Oscar        | Dựng phim xuất sắc nhất                  | Joel Cox                                               | Đoạt giải |
| Giải BAFTA        | Nam diễn viên phụ xuất sắc nhất          | Gene Hackman                                           | Đoạt giải |
| Giải BAFTA        | Phim hay nhất                            | Clint Eastwood                                         | Đề cử     |
| Giải BAFTA        | Đạo diễn xuất sắc nhất                   | Clint Eastwood                                         | Đề cử     |
| Giải BAFTA        | Kịch bản gốc xuất sắc nhất               | David Webb Peoples                                     | Đề cử     |
| Giải BAFTA        | Hòa âm hay nhất                          | Les Fresholtz, Vern Poore, Dick Alexander và Rob Young | Đề cử     |
| Giải Quả cầu vàng | Đạo diễn xuất sắc nhất                   | Clint Eastwood                                         | Đoạt giải |
| Giải Quả cầu vàng | Nam diễn viên điện ảnh phụ xuất sắc nhất | Gene Hackman                                           | Đoạt giải |
| Giải Quả cầu vàng | Phim chính kịch hay nhất                 | Clint Eastwood                                         | Đề cử     |
| Giải Quả cầu vàng | Kịch bản hay nhất                        | David Webb Peoples                                     | Đề cử     |

### Di sản
Phần nhạc trong trailer của Unforgiven, xuất hiện tại rạp và trên một số đĩa DVD, được sáng tác bởi Randy J. Shams và Tim Stithem vào năm 1992. Bài hát chủ đề chính, "Claudia's Theme," do Clint Eastwood sáng tác.
Năm 2004, Unforgiven được Thư viện Quốc hội Hoa Kỳ xem là "có ý nghĩa về mặt văn hóa, lịch sử hoặc thẩm mỹ" và được chọn để lưu giữ trong Viện lưu trữ phim quốc gia.
Năm 2013, Hiệp hội Nhà văn Hoa Kỳ đã xếp kịch bản của Unforgiven đứng thứ 30 trong số những kịch bản hay nhất từng được viết.
Sự công nhận của Viện phim Mỹ
Vào tháng 6 năm 2008, Unforgiven được xếp thứ tư trong danh sách phim Mỹ hay nhất, thuộc thể loại viễn tây (sau The Searchers, High Noon và Shane) nằm trong "Danh sách 10 phim hay nhất thuộc 10 thể loại" của Viện phim Mỹ.
- Danh sách 100 phim hay nhất của Viện phim Mỹ - #98
- Danh sách 100 phim hay nhất của Viện phim Mỹ (phiên bản kỷ niệm 10 năm) - #68

## Phương tiện tại gia
Unforgiven được phát hành dưới dạng DVD và VHS vào ngày 24 tháng 9 năm 2002. Phim được phát hành Blu-ray Book (một đĩa Blu-ray đóng gói chung với sách) vào ngày 21 tháng 2 năm 2012. Các tính năng đặc biệt bao gồm phần bình luận bằng âm thanh của nhà viết tiểu sử của Clint Eastwood, Richard Schickel; bốn đoạn phim tài liệu bao gồm "All on Accounta Pullin 'a Trigger", "Eastwood & Co.: Making Unforgiven", "Eastwood... A Star", cùng "Eastwood on Eastwood". Unforgiven đã được phát hành định dạng 4K UHD Blu-Ray vào ngày 16 tháng 5 năm 2017.

## Phiên bản làm lại
Một bộ phim chuyển thể Nhật Bản của Unforgiven, do Lee Sang-il đạo diễn và Watanabe Ken đóng chính, được phát hành vào năm 2013. Cốt truyện của phiên bản 2013 rất giống với bản gốc, nhưng nó diễn ra ở Nhật Bản vào thời Minh Trị, trong đó nhân vật chính là một samurai thay vì một tên cướp.